# LAPC4

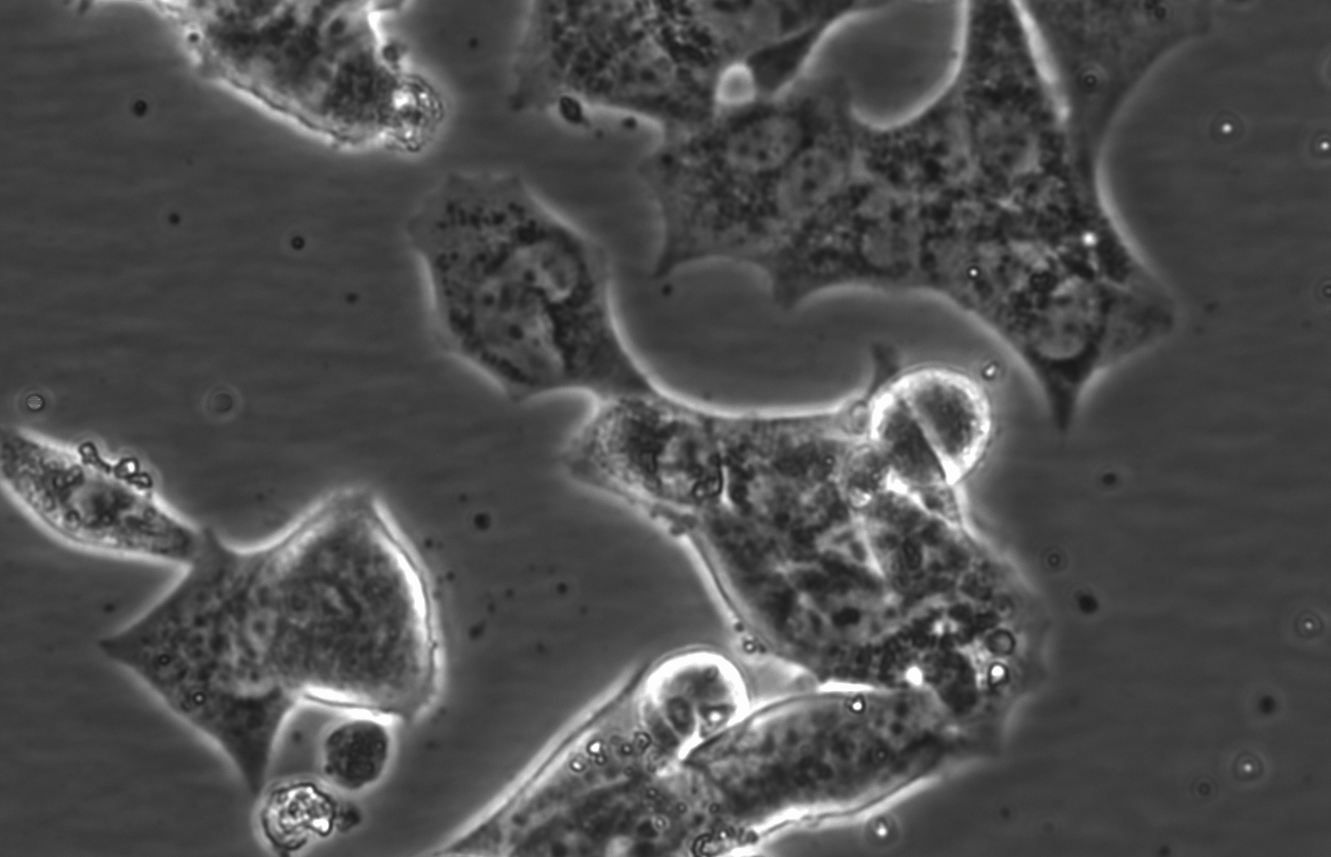
LAPC4細胞的相襯顯微照片

LAPC4是在腫瘤學領域中常用的人類前列腺癌細胞系，最初是從一名男性前列腺癌患者的淋巴結中轉移，並且將其異種移植到患有嚴重複合型免疫缺乏症的小鼠中，然後收集及鋪設在培養基中，則可以作為永生化的前列腺癌細胞系進行繁殖。

## 特徵
LAPC4細胞的倍增時間約為72小時。LAPC4是具有雄激素受體和前列腺特異抗原高度表達的低粘附性上皮細胞系，其與對雄激素受體呈陽性反應的前列腺癌細胞系LNCaP和VCaP等常用細胞系不同，具有較高的Keratin 5（即基礎標記物）及腔標記物Keratin 8與Keratin 18的表達。

## 外部連結
- Cellosaurus entry for LAPC4 （页面存档备份，存于）